# Michael Massimino
Michael James Massimino (Oceanside, 19 de agosto de 1962) é um astronauta norte-americano. 
Formado em engenharia industrial pela Universidade de Columbia e com doutorado em engenharia mecânica no Instituto de Tecnologia de Massachussets e com pesquisas realizadas na área de robótica da NASA após seu doutorado no MIT, Massimino foi selecionado para o curso de astronautas em maio de 1996, completando o curso de dois anos no Centro Espacial Lyndon B. Johnson, e sendo qualificado como especialista de missão em 1998.
Depois de servir em terra por quatro anos, foi ao espaço em março de 2002 como integrante da tripulação da STS-109, que levou uma nova estação de força e novos painéis solares ao telescópio espacial Hubble.
Em 11 de maio de 2009 Massimino voltou ao espaço em seu segundo voo espacial, para nova missão ao Hubble. A STS-125 Atlantis, da qual fez parte da tripulação, foi lançada para ser a última missão de um ônibus espacial ao telescópio orbital, onde realizou modernizações e manutenção.  
No famoso seriado americano The Big Bang Theory, ele interpretou ele mesmo quando Howard Wolowitz foi até a Estação Espacial Internacional em um foguete Soyuz.  